# Difesa Owen
La difesa Owen o difesa di fianchetto di donna è l'apertura scacchistica caratterizzata dalla sequenza di mosse:
1. e4 b6

Prende il nome dallo scacchista inglese John Owen (1827-1901).
Questa apertura mira a fianchettare l'alfiere campochiaro del Nero, lasciando, provvisoriamente, il Bianco libero di espandersi al centro. Appunto per questo il Bianco potrà procedere ad una graduale compressione del Nero, dando alla partita uno stampo posizionale, avvantaggiandosi a danno dell'avversario. Per questi motivi e per il ritardo di sviluppo che comporta, questa apertura viene considerata dubbia dalla teoria, tanto più che il fianchettamento non ha a che vedere con l'arrocco. Il Bianco, per poter concretizzare il vantaggio non dovrà che spingere in d4 e sviluppare naturalmente i propri pezzi.